# Голямо-Дряново
Голямо-Дряново (болг. Голямо Дряново) — село в Болгарии. Находится в Старозагорской области, входит в общину Казанлык. Население составляет 269 человек.

## Политическая ситуация
Голямо-Дряново подчиняется непосредственно общине и не имеет своего кмета.
Кмет (мэр) общины Казанлык — Стефан Христов Дамянов (инициативный комитет) по результатам выборов.